# Maria Halarczyk
Maria Halarczyk z domu Krupa (ur. 7 listopada 1886 w Warszawie, zm. 22 kwietnia 1965 w Pasłęku) – działaczka komunistyczna.
Była córką Grzegorza Krupy, szewca i działacza SDKPiL. Skończyła dwie klasy szkoły podstawowej, potem praktykowała przy wyrobie sztucznych kwiatów, a od 1902 była robotnicą fabryczną. W 1904 wstąpiła do SDKPiL, w 1905 brała udział w strajkach jako delegat robotniczy. 30 lipca 1905 na konferencji SDKPiL w Dębach Wielkich została aresztowana wraz z innymi działaczami i osadzona na kobiecym oddziale Pawiaka, tzw. Serbii. Zwolniona w październiku 1905, była łączniczką partyjną SDKPiL i skarbnikiem dzielnicy Powązki. W 1906 poślubiła działacza SDKPiL Felicjana Halarczyka, z którym w 1908 wyjechała do guberni irkuckiej w Rosji. W styczniu 1921 wróciła do kraju wraz z córką Antoniną (mąż zginął 9 grudnia 1917 koło Irkucka w walce z oddziałami antykomunistycznymi), została robotnicą w warszawskiej fabryce tytoniu "Noblesse" i wstąpiła do KPRP, w której działała do jej rozwiązania w 1938. 1924–1926 była delegatem robotniczym i działała w klasowym Związku Zawodowym Robotników i Robotnic Przemysłu Tytoniowego. W 1930 na krótko aresztowana za działalność w KPP i zwolniona z pracy, do 1932 pracowała w ambasadzie ZSRR w Warszawie. Później pracowała dorywczo, a podczas okupacji była utrzymywana przez córkę. W 1942 aresztowana w Pułtusku i na 2 miesiące osadzona w obozie pracy, a 8 sierpnia 1944 wywieziona w głąb Niemiec, skąd wróciła w 1946 i wstąpiła do PPR. 1947–1948 pracowała we Wrocławiu w Polskim Monopolu Tytoniowym, gdzie była członkinią Egzekutywy POP (do 1955) i Komitetu Dzielnicowego PZPR Podwale-Oławsk. Od marca 1955 na rencie dla zasłużonych. Była odznaczona Orderem Sztandaru Pracy I klasy i II klasy.